# Pietro Sforza Pallavicino
Pour les articles homonymes, voir Pallavicino.
Pietro Sforza Pallavicino, né le 28 novembre 1607 à Rome, alors la capitale des États pontificaux, et mort le 5 juin 1667 à Rome) était un prêtre jésuite italien, théologien et historien du concile de Trente. il fut fait cardinal (prêtre) en 1657 par le pape Alexandre VII.

## Biographie

### Début de carrière ecclésiastique
Fils aîné de la famille aristocratique des Pallavicini de Parme, Pietro Sforza choisit la carrière ecclésiastique. Il étudie la littérature, la philosophie et la théologie au Collège romain (à Rome) où il obtient le doctorat en philosophie en 1625, puis celui de théologie en 1628. Il fait également des études de droit à ‘La Sapienza’. En 1630 il est ordonné prêtre à Rome. Entré au service de l’administration de l’Église il exerce des fonctions au sein de la Curie romaine, Comme poète latin et italien il se fait un nom dans les cercles littéraires de Rome. Pour des raisons obscures il encourt la colère d’Urbain VIII (le pape Barberini) et est envoyé hors de Rome comme gouverneur des villes secondaires d’Orvieto et Camerino.

### Dans la Compagnie de Jésus
À 30 ans il renonce au patrimoine familial et à la carrière ecclésiastique. Contre l'avis des membres de sa famille, il entre au noviciat de la Compagnie de Jésus le 21 juin 1637, à Saint André-du-Quirinal. Quatre ans plus tard, le 2 février 1641, il fait déjà sa profession religieuse définitive.
Sa formation spirituelle de deux ans à peine terminée il est nommé professeur de philosophie au Collège romain (1639) où six ans plus tard il succède dans la chaire de théologie au célèbre Juan de Lugo, récemment fait cardinal, dont il avait été élève et disciple durant sa jeunesse. Il y continue son enseignement jusqu’en 1652. Au Collège romain, il a pour élèves différents auteurs influents de la génération ultérieure, en particulier Silvestro Mauro. Innocent X lui confie des tâches délicates, comme celle de l’examen approfondi des écrits de Cornelius Jansen (Jansenius), évêque d'Ypres : il refuse de condamner les propositions jansénistes.

### Théologien et historien

Istoria del Concilio di Trento, 1656-1657

Comme théologien Pallavicino est un écrivain prolifique. Il défend dans un essai l’opportunité de définir le dogme de l’Immaculée Conception. Dans le domaine spirituel il compose un traité en trois volumes sur l’Art de la perfection chrétienne’. Ses conférences théologiques sont rassemblées et publiées dans un recueil en neuf volumes.
En philosophie, il cherche à unir une doctrine du sensus communis et une forme aristotélicienne d'empirisme, ce qui fait de lui l'un des précurseurs de l'école écossaise du sens commun. En physique, il s'opposa à l'idée d'un infini actuel. En théologie, il défend l'optimisme à titre hypothétique. Ses rapports avec la tradition probabiliste en théologie morale sont plus complexe : d'abord proche de celle-ci, il en devient progressivement un opposant et renie ses premiers engagements, et refuse de condamner comme hérétique le jansénisme. Son œuvre philosophique principale a été lue très attentivement par Leibniz. L'influence de Sforza Pallavicino se fait sentir jusqu'en Angleterre : Richard Cumberland, dans son traité De legibus naturae disquisitio philosophica (Londres, 1672) a beaucoup emprunté au livre Del bene pour ce qui regarde l'âme de l'homme comparée à l'âme de l'animal.
Pallavicino est absorbé par la publication de ses commentaires de la ‘Summa Theologica’ de Thomas d’Aquin lorsque le pape Alexandre VII lui demande d’entreprendre une réfutation du livre écrit par Paolo Sarpi sur le concile de Trente (publié anonymement à Londres). Pour se donner entièrement à la tâche Pallavicino arrête l’enseignement au Collège romain. Il récupère des documents rassemblés par Terenzio Alciati, et les archives du Saint-Siège lui sont ouvertes par le pape. Quatre ans plus tard, en 1664 il publie en deux volumes une ‘Histoire du Concile de Trente’ extrêmement documentée - même si pas entièrement impartiale - qui fit autorité jusqu’au milieu du XXe siècle (dépassée alors par les études de Hubert Jedin) . Écrite en italien, l’œuvre est bientôt traduite et circule en latin, allemand, français et espagnol. Le P. Jean Baptiste Giattini publia sa traduction latine l'an 1670.

### Cardinalat
Alexandre VII, qu’il connaissait comme Fabio Chigi depuis sa jeunesse, le fait cardinal in pectore le 9 avril 1657. Sa création est rendue publique le 10 novembre 1659. Cela ne change rien à sa vie personnelle : il reste simple prêtre et continue à résider au Collège romain. Pallavicino est confesseur d'Alexandre VII.
Il continue à publier des œuvres aussi bien dans le domaine littéraire (surtout de poésies) que théologique et histoire ecclésiastique. À la surprise de beaucoup il devient probabilioriste vers 1663, lui qui avait défendu le probabilisme dans un traité antérieur De actibus humanis.

### Fin
Malade, Pallavicino se retire au noviciat de Saint André en avril 1667. Il y meurt deux mois plus tard, le 5 juin 1667, deux semaines après celui dont il avait été un des principaux conseillers, le pape Alexandre VII. De son lit de malade il met en garde les cardinaux qui vont bientôt se réunir en conclave contre toute élection d'un pape qui serait porté au népotisme.
Sans être un génie, Pallavicino était un homme intellectuellement complet et équilibré. Il maîtrisait remarquablement la langue italienne, et y était un poète accompli, autant que théologien et philosophe consommé.

## Écrits
- Pietro Sforza Pallavicino, I fasti sacri, Lecce, Silvia Apollonio, 2015 (édition posthume) (ISBN 978-88-8234-130-5);

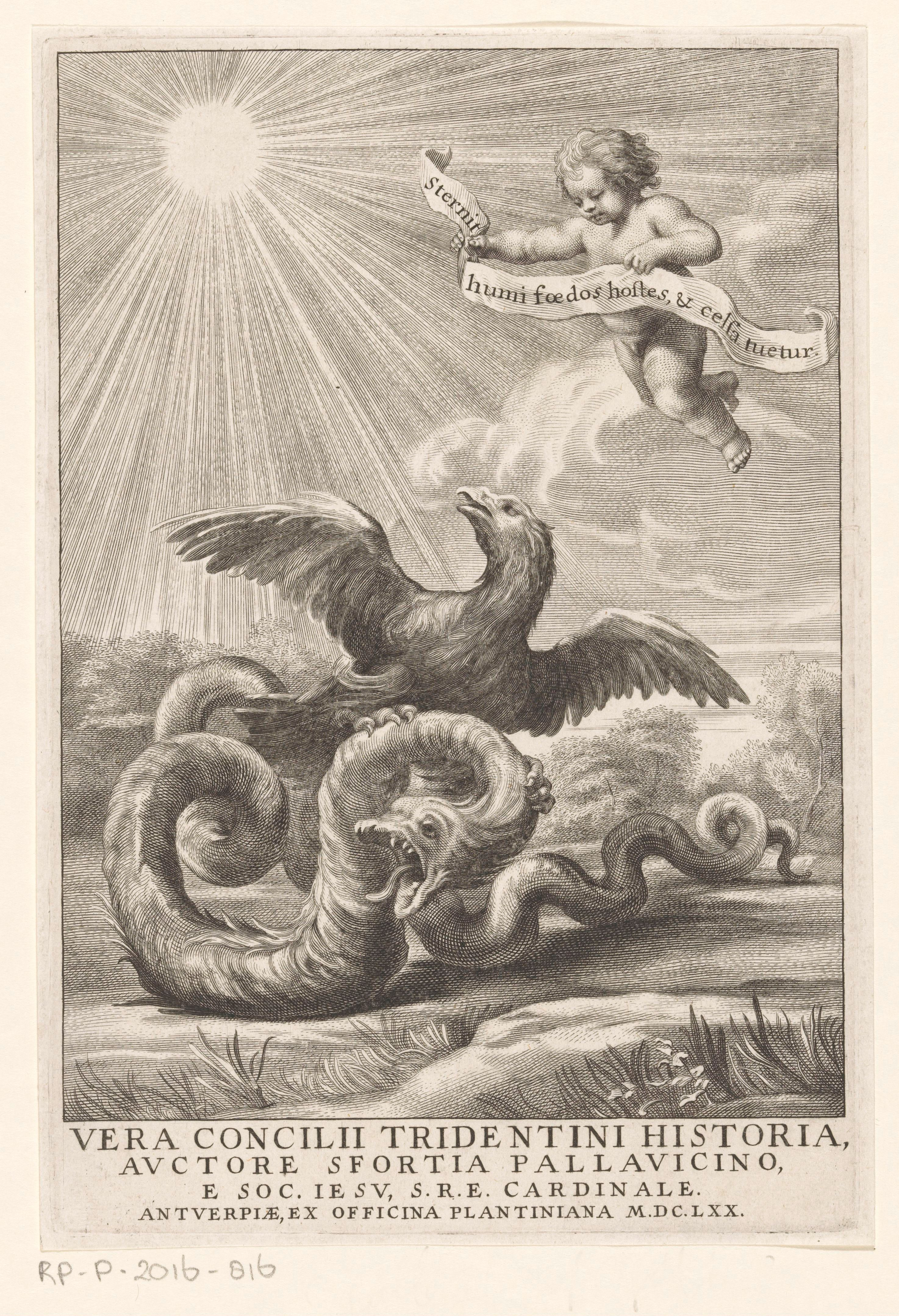
Vera concilii tridentini historia, Anvers, Officina Plantiniana, 1670.

- Pietro Sforza Pallavicino, Ermenegildo martire, Roma, per gli eredi del Corbelletti, 1644 (lire en ligne);
- Pietro Sforza Pallavicino, Del bene libri quattro, Roma, per gli eredi del Corbelletti, 1644 (lire en ligne);
- Pietro Sforza Pallavicino, Considerazioni sopra l'arte dello stile e del dialogo, Roma, per gli eredi del Corbelletti, 1646 (lire en ligne);
- (la) Pietro Sforza Pallavicino, Vindicationes Societatis Jesu quibus multorum accusationes in eius institutum, leges, gymnasia, mores refelluntur, Roma, typis Dominici Manelphi, 1649 (lire en ligne);
- (la) Assertiones theologicæ, Roma, 1649-1652;
- (la) Pietro Sforza Pallavicino, RP Sfortiæ Pallavicini... Disputationum in Iam IIæ d. Thomae Tomus I, Lyon, Sumpt. Philip. Borde, Laur. Arnaud & Cl. Rigaud, 1653 (lire en ligne);
- Pietro Sforza Pallavicino, Istoria del Concilio di Trento, scritta dal P. Sforza Pallavicino, della Compagnia di Giesù ove insieme di rifiutasi con testimonianze auterevoli un Istoria falsa divolgata nello stesso argomento sotto il nome di Pietro Soave Polano, vol. 1, Roma, nella Stamperia d'Angelo Bernabò dal Verme Erede del Manelfi, 1656 (lire en ligne);
- Sforza Pallavicino Pietro, Istoria del Concilio di Trento, scritta dal P. Sforza Pallavicino, della Compagnia di Giesù ove insieme di rifiutasi con testimonianze auterevoli un Istoria falsa divolgata nello stesso argomento sotto il nome di Pietro Soave Polano, vol. 2, Roma, nella Stamperia d'Angelo Bernabò dal Verme Erede del Manelfi, 1657 (lire en ligne);
- Avvertimenti grammaticali per chi scrive in lingua italiana, 1661;
- Pietro Sforza Pallavicino, Arte della perfezione cristiana, divisa in tre libri, Roma, ad instanza di Iacomo Antonio Celsi, libraro appresso al Collegio Romano, 1665 (lire en ligne);
- Pietro Sforza Pallavicino, Della vita di Alessandro VII, Prato, Nella Tipografia dei F.F. Giaccheti, 1839-1840, voll. 1-2.